# Lucien Dubuis
Pour les articles homonymes, voir Dubuis.
Lucien Dubuis (né le 14 juin 1974 à Porrentruy) est un musicien suisse spécialiste des instruments à anche simple (saxophone, clarinette) et en particulier de la clarinette contrebasse et est également un compositeur évoluant dans divers univers sonores allant du jazz au rock, en passant par l'improvisation libre.

## Biographie
Lucien Dubuis a commencé l'apprentissage de la musique en apprenant le saxophone alto dès l'âge de 14 ans avec Beat Wenger à l’école de musique de Bienne. Il a suivi les cours de l’école suisse de jazz de Berne pendant 3 semestres, puis une formation professionnelle de l’école de Jazz de Montreux. Depuis la fin de cette dernière formation, il se produit sur la scène suisse de jazz et de musique improvisée.
Lucien Dubuis participe à la tournée européenne du European Jazz Youth Orchestra (dirigé par le guitariste de jazz Pierre Dørge) comme premier saxophone alto et reçoit le prix de la musique du canton de Berne en 1998.
Il entreprend l'étude de la clarinette basse vers 1999.
Il a créé et participé à diverses formations : Bienne City (BNC) Arkestra, Hang Em High, Krond-Flast, compagnie La Fanfare du Porc, Lucien Dubuis Trio, Lucien Dubuis' Crossover Jazz Trio... Il a travaillé avec de nombreuses personnalités comme Hans Koch, Kalle Kalima, Linda Sharrock, Daniel Humair, Daniel Erdmann et Marc Ribot et a participé à de grands festivals à Montreux, Copenhague, Rome, Willisau, Genève, Bogota et d'autres endroits. 
Lucien Dubuis crée de nombreux spectacles musicaux comme Lucien Dubuis’ Crossover Jazz Trio & Le Moment Baroque, « Les Quatre Saisons et le cosmos ultime » (St-Imier, 2018), 60 Miles + Lucien Dubuis, “Cracoucass de Profundis et le Théorème de la Grand-Mère”(Renens, 2015)...
Lucien Dubois joue une clarinette contrebasse paperclip descendant à l'ut grave de la maison Georges Leblanc Paris. Il possède la particularité de jouer debout de cet instrument imposant sans recourir à  une pique.
Il enseigne à l'école de musique de Bienne[Quand ?].

## Prix
2010 : Prix de la culture de la ville de Bienne

## Discographie sélective
Marc Dubuis a enregistré une vingtaine d'albums depuis le début de sa carrière. 
- Swinging Europe 1 et Swinging Europe 2, avec European Jazz Youth Orchestra 1998, Afonso Pais, Luc Isenmann, Per Ekdahl, Ray Bruinsma, Sven Klammer, Marko Djordjevic, Stephen Fishwick, Moran Baron et Antti Rissanen (CD, Copenhagen : Dacapo, 1999)

- Crossover Jazz Trio, 
  - Sumo, (Altri Suoni, Viganello, 2003)

- Old School Quartet, Simon Gerber (basse-chant), Simon Friedli (contrebasse), Roman Nowka (guitare), (2003)[4]

- Lucien Dubuis Trio : 
  - Tovorak, (CD, Bienne : Tovorak Records, 2005)
  - Le Retour, avec Lucien Dubuis (saxophone alto, clarinettes basse et contrebasse), Roman Nowka (guitare basse), Lionel Friedli (drums), Dania Rodari (vocal), (CD, Unit Records, UTR4199, 2007)[5]
  - Ultime Cosmos, avec Lucien Dubuis Trio & Marc Ribot, (Enja Records, 2009)[6]
  - Design Your Future avec Lucien Dubuis Trio & The Spacetet, (CD, 2013)
  - Future Rock' (2013)

- Grand reportage ensemble deluxe & Lucien Dubuis, avec Lucien Dubuis (clarinettes basse & contrebasse), Jérôme Correa (saxophones baryton, ténor & alto), Olivier Nussbaum (basse & contrebasse), Vincent Boillat (drums), (psv00810, 2010)

- Rotten magic, avec Hans-Peter Pfammatter, Lucien Dubuis, Urban Lienert, Lionel Friedli et Scope (Musikgruppe), (CD, Luzern:Veto Records, 2011)

- Fingertongue, avec Yves Reichmuth, Lucien Dubuis, Silvan Jeger, Lionel Friedli et Yves Reichmuth Quartet (CD, Luzern : Veto Records, 2013)

- Heavy Metal Rabbit, avec Lucien Dubuis (clarinette ),  Barry Guy (basse),  Alfred Vogel (batterie), (Boomslang Records, 2017)[7]